# Ascotis acicys
Ascotis acicys là một loài bướm đêm trong họ Geometridae.